# Entoloma sacchariolens
Entoloma sacchariolens är en svampart som först beskrevs av Henri Romagnesi, och fick sitt nu gällande namn av Machiel Evert ("Chiel") Noordeloos 1980. Entoloma sacchariolens ingår i släktet Entoloma och familjen Entolomataceae.  Artens status i Sverige är: Ej påträffad. Inga underarter finns listade i Catalogue of Life.